# South of Scotland Football League
Die South of Scotland Football League (SSFL) ist neben der East of Scotland Football League und der West of Scotland Football League eine der drei niedrigsten, sechstklassigen, Ligen des schottischen Profi-Ligen-Systems. Alle drei sind in der Hierarchie unterhalb der, ebenfalls halbprofessionellen, Lowland Football League angesiedelt. Im Gegensatz zur fünftklassigen Lowland Football League hat die ebenfalls fünftklassige Highland Football League wegen der geringeren Bevölkerungsdichte Nord-Schottlands keinen Unterbau. Das Einzugsgebiet der South of Scotland Football League ist das südliche und südwestliche Schottland. 
Die bereits 1946 gegründete Liga wurde erst mit der Ligareform 2013 an das Profi-Ligen-System angekoppelt. Seit der Saison 2014/15 ist ein sportlicher Aufstieg in eine höhere Liga (durch Relegation) möglich. Meister der Liga wurde 2018/19 die
Reserve des FC Stranraer, als Reservemannschaft war sie nicht für den Aufstieg in die Lowland Football League berechtigt.
Die Mitgliedsvereine sind für die Qualifikationsrunde des Scottish FA Cup spielberechtigt.
Zum Start der Saison 2019/20 traten 16 Teams in der Liga an, Dumfries YMCA zog seine Mannschaft jedoch nach 12 Spielen zurück. Wegen der COVID-19-Pandemie wurde der SSFL-Spielbetrieb am 13. März 2020 für unbestimmte Zeit unterbrochen, am 4. Mai 2020 wurde die Saison (Punkt- und Pokalspiele) für null und nichtig erklärt („null & void“).

## Mitgliedsvereine (Saison 2019/20)
- Abbey Vale
- Bonnyton Thistle
- Caledonian Braves, Reserve
- FC Creetown
- Dumfries YMCA (zurückgezogen)
- Heston Rovers
- Lochar Thistle
- FC Lochmaben
- Mid Annandale
- FC Newton Stewart
- Nithsdale Wanderers
- St. Cuthbert Wanderers
- FC Stranraer, Reserve
- Threave Rovers
- Upper Annandale
- Wigtown & Bladnoch